# Pranger Bad Zell

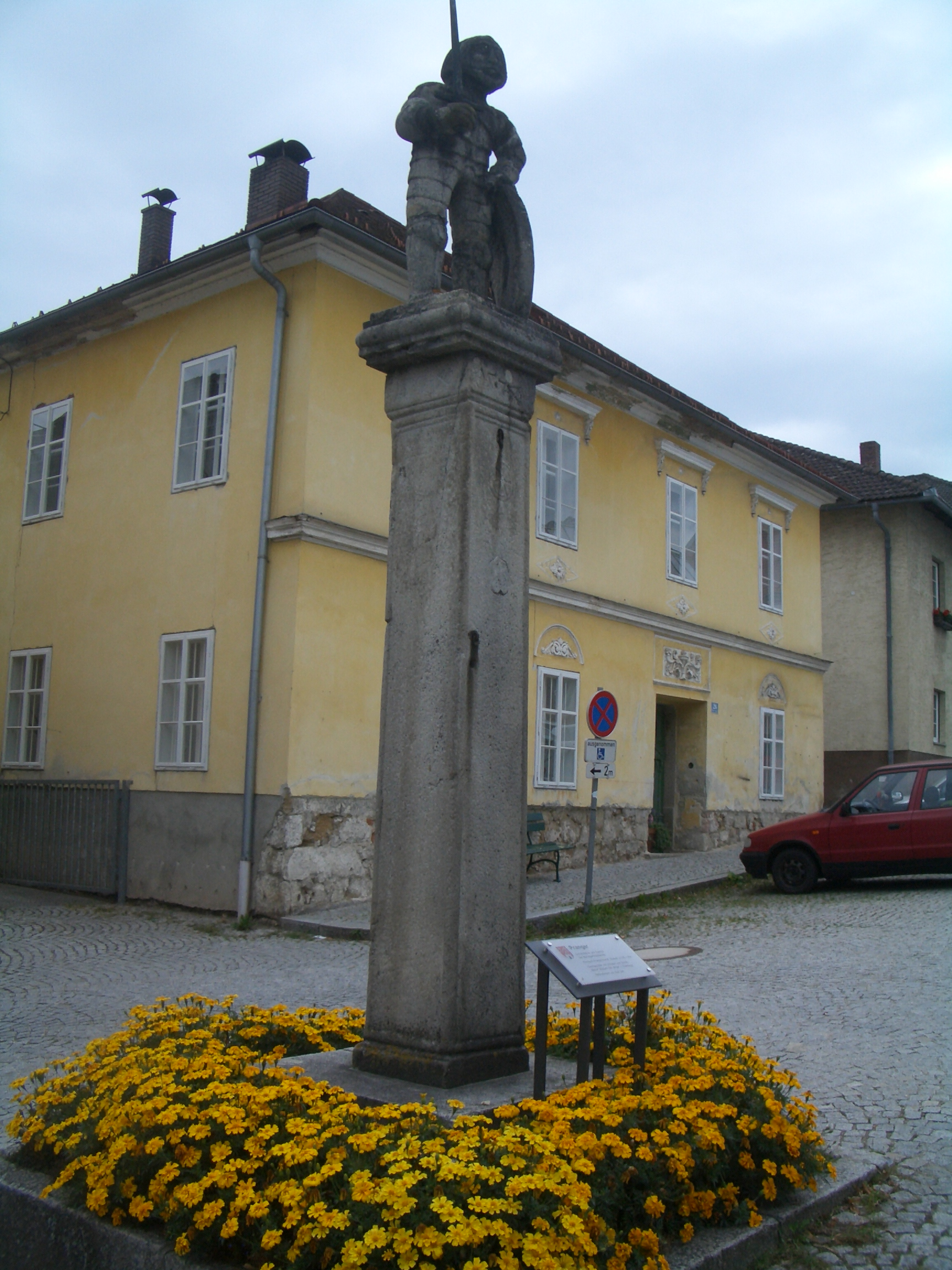
Pranger in Bad Zell

Der Pranger Bad Zell steht auf dem Marktplatz in der Marktgemeinde Bad Zell im Bezirk Freistadt in Oberösterreich.

## Beschreibung
Der Pranger mit der Inschrift 1574 ist ein Pfeiler mit Wappenschilden und Kerbschnittmotiven. Er trägt ein Prangermandl in Rüstung mit einem Schild mit dem Wappen der Jörger von Tollet. 